# Baby Tonight (singolo Marlon Jackson)
Baby Tonight è un brano del cantautore, ballerino e coreografo statunitense Marlon Jackson, estratto nel 1987 come primo singolo dell'album Baby Tonight.

## Tracce
1. Baby Tonight – 4:29 (Marlon Jackson)
2. Baby Tonight – 4:29 (Marlon Jackson) – (Dub Version)

## Classifiche
| Classifica (1987–88)         | Posizione massima |
| ---------------------------- | ----------------- |
| Stati Uniti rhythm and blues | 57                |